# Герен Лебрен
Герен Лебрен (фр. Guérin Lebrun лат. Guerinus ; ? — 1236) 16-й Магистр Мальтийского ордена (1231—1236), военачальник.

## Биография
Происхождение и национальность Герена не известны. Известно, что с 1225 года он был приором Франции, когда в 1231 году был избран Великим магистром ордена госпитальеров, что позволяет предположить, что он происходил из северной или западной Франции.
Во время гражданской войны с ломбардцами в государствах крестоносцев на Ближнем Востоке (Кипрском королевстве и Иерусалимском королевстве) против сил императора Священной Римской империи Фридриха II, он, как и тамплиеры, изначально стремился к соблюдению нейтралитета. В ходе дальнейшей эскалации войны Герен политически встал на сторону империи, в то время как сами тамплиеры встали на сторону баронов. Только приложив величайшие усилия, ему удалось избежать скандала, связанного с стычками между двумя христианскими рыцарскими орденами.
В 1232 году орден купил замок Кафарле на равнинной прибрежной полосе между Средиземным морем и горным массивом Кармель (ныне Хоф-ха-Кармель в северной части Израиля) у сеньора Цезареи (Иерусалимское королевство) Иоанна Кесарийского, сына Готье III, который был передан ему в залог в 1213 году.
После смерти в 1229 году Ан-Насира Арслана из династии Айюбиды, эмира Хама его брат и преемник аль-Музаффар Махмуд перестал платить дань иоаннитам, и лето 1230 года отразили карательную экспедицию. В октябре 1233 года Герен собрал большую армию. Родственники Айюбидов, султаны Каира (аль-Камиль) и Дамаска (аль-Ашраф Муса) заинтересованные в мире с крестоносцами, не поддержали аль-Музаффара Махмуда. И эмир подчинился и возобновил выплату дани.
Согласно хроникам орденов, Герен считался скромным человеком, который отвергал пышность и церемонии, которые предполагала его должность. Он придавал большое значение финансовому положению Ордена и благодаря своему разумному и мирному правлению создал значительные финансовые резервы.
Умер летом 1236 года.